# خوخ جميل
خوخ جميل (الاسم العلمي: Prunus speciosa) هو نوع من النباتات يتبع جنس الخوخ من الفصيلة الوردية.